# Webb Lake
Der Webb Lake ist ein kleiner Schmelzwassersee im ostantarktischen Viktorialand. Er liegt am Ende des Webb-Gletschers im Barwick Valley.
Der US-amerikanische Geologe Parker Emerson Calkin (1933–2017) benannte den See in Anlehnung an die Benennung des gleichnamigen Gletschers. Namensgeber beider Objekte ist Peter-Noel Webb, Teilnehmer einer von 1958 bis 1959 durchgeführten Kampagne im Rahmen der neuseeländischen Victoria University’s Antarctic Expeditions, der im Barwick Valley und im Wright Valley geologische Untersuchungen vorgenommen hatte.